# Sepia vietnamica
Sepia vietnamica är en bläckfiskart som beskrevs av Khromov 1987. Sepia vietnamica ingår i släktet Sepia och familjen Sepiidae. IUCN kategoriserar arten globalt som otillräckligt studerad. Inga underarter finns listade i Catalogue of Life.